# Hamnvik
Hamnvik es el centro administrativo del municipio de Ibestad, en Troms, Noruega. Se ubica en la punta este de Rolla. Tiene una población de 464 habitantes y una densidad de 654 hab/km².
Está en el lado oeste del túnel de Ibestad, que forma parte de las conexiones terrestres con tierra firme. La iglesia de Ibestad está en Hamnvik. La localidad posee tiendas, servicios de salud y escuelas.